# Вагон-лаборатория Петербургского метрополитена
Вагон-лаборатория Петербургского метрополитена — вагон, предназначенный для осуществления проверки путевых технических средств КСАУП, АЛС, радиосвязи, энергообеспечения. Разработан Лабораторией автоматического управления Ленинградского метрополитена в 1980—1982 годах.
Переоборудован из вагона типа Ем № 6373, оснащён бортовым комплексом приёма, измерения, обработки и регистрации сигналов путевых устройств автоведения, локомотивной сигнализации, радиосвязи, энергообеспечения. Измерение и регистрация каждого из сигналов, привязывается к пути и ко времени.
Кузов вагона окрашен в синий цвет, на борту имеется надпись ЛАБОРАТОРИЯ белого цвета. Приписан к депо «Автово».

## История создания
Идею создания вагона-лаборатории подсказал опыт эксплуатации, когда неисправность устройств автоведения, радиосвязи или автоматической локомотивной сигнализации не могла быть предупреждена и устранялась только после отказа устройств. С помощью вагона на колесах можно было регулярно осуществлять проверку работоспособности комплекса путевых технических средств и затем устранять все выявленные отклонения прежде, чем они проявятся в виде отказа. Это техническое предложение нашло поддержку у руководства метрополитена и в конце 1980 года для работы над созданием вагона-лаборатории под № 001 были созданы две бригады. Под руководством А. Иванова велись работы по созданию бортового комплекса технических средств для приема, переработки и регистрации сигналов путевых устройств. Бригада М. Волосова занималась переоснащением самого вагона, изготовлением бортового комплекса автономного энергообеспечения и многого другого.
Пробная обкатка на линии первого в СССР вагона-лаборатории метрополитена была осуществлена в 1981 году. Первые результаты измерений выявили слабые места в рельсовых цепях, зоны затухания сигналов радиосвязи, неправильно расположенные «кресты» тормозных программ автоведения и многое другое.
По результатам успешной пробной эксплуатации, было дано указание подготовить вагон в качестве экспоната на ВДНХ, в Москву, которая должна была проходить в 1982 году. Специалисты лаборатории воспользовались случаем воплотить в жизнь новые перспективные идеи, возникшие за год работы над лабораторией № 001, и всего за полгода была создана новая конструкция вагона-лаборатории под № 002, оснащённая компьютерным бортовым комплексом. Над созданием вагона трудились работники Лаборатории автоматического управления — А. Иванов, М. Волосов, Л. Гладштейн, Л. Медведева, М. Пекелис, А. Барский и другие. Дизайн, проработку и внутренний интерьер придумал и воплотил художник службы сигнализации А. Смирнов. Неоценимую помощь в создании вагона им оказали работники депо «Автово» и особенно начальник депо Ю. Путилин, а также работники депо «Дачное».